# Minisode1: Blue Hour
minisode1: Blue Hour – trzeci minialbum południowokoreańskiej grupy TXT, wydany 26 października 2020 roku przez wytwórnię Big Hit Entertainment. Płytę promował singel „Blue Hour” (kor. 5시 53분의 하늘에서 발견한 너와 나). Album ukazał się w trzech wersjach fizycznych („R”, „AR” i „VR”). Zdobył platynowy certyfikat w kategorii albumów.

## Lista utworów
| CD | CD | CD | CD                  | CD      |
| Nr | Tytuł utworu                                                                                                | Tekst & muzyka | Muzyka              | Długość |
| -- | --- | --- | ------------------- | ------- |
| 1. | „Ghosting”                                                                                                  | Boeun Kim, Chris James, David Charles Fischer, Slow Rabbit, Erin McCarley, Lee Heejoo, Jung Jaekyu, Kim Jeongmi, Jeon Jieun, Huening Kai, Kyler Niko, Lennon Stella, Ru Uth, Lee Sueran, Hwang Sonjong, Soobin, Kim Submin, Taehyun, Park Wuhyun, El Capitxn | El Capitxn          | 3:43    |
| 2. | „5-si 53-bun-ui hanuer-eseo balgyeonhan neowa na” (kor. 5시 53분의 하늘에서 발견한 너와 나, ang. Blue Hour) | Slow Rabbit, Kyler Niko, Lil 27 Club, "Hitman" Bang | Slow Rabbit         | 3:29    |
| 3. | „Nalssi-reul ireobeoryeosseo” (kor. 날씨를 잃어버렸어, ang. We Lost the Summer)                             | Charli XCX, Charlotte Grace Victoria Lee, Colton Ward, Slow Rabbit, Pdogg, Kyle Bladt Knudsen, Lil 27 Club | Slow Rabbit, Pdogg  | 3:31    |
| 4. | „Wishlist”                                                                                                  | Kim Boeun, Cazzi Opeia, Slow Rabbit, Ellen Berg, Lee Heejoo, Huening Kai, Melanie Joy Fontana, Micheal "Lindgren" Schulz, Yoon Minyoung, Sam Klempner, Lee Sueran, "Hitman" Bang, Taehyun, Park Wuhyun, Yeonjun, Cho Yunkyoung                               | Sam Klempner        | 3:12    |
| 5. | „Hagyeotgil” (kor. 하굣길, ang. Way Home)                                                                   | Chung Daewook, Lee Heejoo, Shin Hyojung, Huening Kai, Melanie Joy Fontana, Micheal "Lindgren" Schulz, "Hitman" Bang, Sofia Kay, Adora, Kim Subin, Oh Sunjae, Taehyun, Wonderkid, Park Wuhyun, Yeonjun                                                        | Wonderkid, Shinkung | 3:03    |

## Notowania
| Lista                          | Pozycja |
| ------------------------------ | ------- |
| Gaon Weekly Album Chart        | 1       |
| Oricon Album Chart             | 1       |
| Billboard Japan Hot Albums     | 2       |
| Billboard 200                  | 25      |
| Heatseekers Albums (Billboard) | 25      |
| World Albums (Billboard)       | 1       |
| Five Music (Tajwan)            | 4       |

## Nagrody w programach muzycznych
| Program            | Data             | Źródło |
| ------------------ | ---------------- | ------ |
| The Show (SBS MTV) | 3 listopada 2020 | [ 12 ] |

## Sprzedaż
| Kraj             | Sprzedaż | Certyfikat |
| ---------------- | -------- | ---------- |
| Japonia          | 43 870+  |            |
| Korea Południowa | 508 626+ | 2xPlatyna  |